# Rosie Rivera
Rosa Amelia Rivera Saavedra (Long Beach, California, Estados Unidos; 3 de julio de 1981), más conocida como Rosie Rivera, es una personalidad de la televisión, cantante y empresaria estadounidense. Rosie es conocida por ser hermana de la también cantante Jenni Rivera, así como la exdirectora ejecutiva de sus empresas. Rivera ganó la atención de los medios cuando comenzó a protagonizar programas de telerrealidad en español y haciéndose cargo de la empresa de su hermana. En 2014, ella y su familia aparecieron en las primeras dos temporadas del programa Rica, famosa, latina. En 2022, Rivera saca su primer sencillo junto a su hermano Juan Rivera, titulado como «Déjame el instructivo» y meses más tarde lanzó su segundo sencillo, titulado como «Te presumo».
Rivera renunció a Jenni Rivera Enterprises en junio de 2021 después de que surgieran acusaciones de malversación de fondos por parte de los cinco hijos de Jenni Rivera.

## Vida y carrera

### Biografía
Rosie Rivera nació 3 de julio de 1981, siendo sus padres Rosa Saavedra y Pedro Rivera, cruzaron la frontera de México a los Estados Unidos. Rivera es la hermana menor de los cantantes Jenni Rivera (difunta) y Lupillo Rivera, y es tía de la cantante Chiquis Rivera.

### Carrera
En 2013, fue protagonista de la tercera temporada del programas de telerrealidad I Love Jenni mientras vivía en la casa de su hermana junto con su familia. Más tarde, en 2014, ella y su familia empezaron para aparecer en el programa Rica, famosa, latina.
En febrero de 2016, Rosie Rivera publicó su primer libro, My Broken Pieces: Mending the Wounds from Sexual Abuse Through Faith, Family and Love, donde habla de su abuso sexual que cambia su vida a temprana edad y comparte su historia sobre cómo la fe y el amor de su familia la ayudaron a sanar y reparar esas piezas rotas. My Broken Pieces es el primer libro de Rivera que la liberó del trauma y la fortaleció mientras ayudaba a otras víctimas de abuso sexual. Ella es portavoz y modelo a seguir para mujeres jóvenes a quienes como ella fueron víctimas de abuso sexual. Comparte su historia para aliviar el dolor y crear fuerza en cualquiera que haya sido ha sido afectado por abuso sexual.

## Filmografía
| Año       | Título               | Función    | Notas |
| --------- | -------------------- | ---------- | ----- |
| 2012      | I Love Jenni         | Ella misma |       |
| 2014–2015 | Rica, famosa, latina | Ella misma |       |
| 2024      | Top Chef VIP         | Ella misma |       |